# Seiichiro Okuno
Seiichiro Okuno (奥野 誠一郎?, Okuno Seiichiro; Prefettura di Fukui, 26 luglio 1974) è un ex calciatore giapponese, di ruolo difensore.